# Mỡ lợn
Mỡ lợn hay mỡ heo (lard) là một sản phẩm mỡ trắng có dạng nữa rắn thu được bằng cách kết xuất mô mỡ của con lợn. Mỡ lợn được phân biệt với mỡ động vật nói chung và một sản phẩm động vật tương tự có nguồn gốc từ mỡ của gia súc, gia cầm hoặc mỡ cừu. Mỡ lợn có thể được tạo ra bằng cách chiết hấp, đun sôi hoặc sấy khô (phần còn dư lại gọi là tóp mỡ). Chất lượng ẩm thực của mỡ lợn có phần thay đổi tùy theo nguồn gốc và phương pháp chế biến, nếu được tinh chế, kết xuất (kẹo lại) đúng cách, nó có thể gần như không có mùi và không vị. Nó có hàm lượng axit béo bão hòa cao và không có chất béo chuyển hóa.
Tại cửa hàng bán lẻ, mỡ lợn tinh chế thường được bán dưới dạng các khối bọc trong giấy. Nhiều nền ẩm thực sử dụng mỡ lợn làm chất béo nấu ăn hoặc chế biến từ dầu mỡ, hoặc làm chất phết theo cách tương tự như bơ. Nó là một thành phần trong các món ăn mặn khác nhau như xúc xích, pa tê và nhân nhồi. Để thay thế cho các loại bơ, mỡ lợn cung cấp độ xốp cho bánh ngọt. Trong ẩm thực phương Tây vai trò của nó đã bị giảm đi do sự thịnh hành của chế phẩm dầu thực vật, nhưng nhiều đầu bếp và thợ làm bánh vẫn ưa chuộng nó hơn các chất béo khác vì một số mục đích sử dụng. Tuy vậy, hiện nay vẫn còn quan điểm cho rằng mỡ lợn dẫn đến nguy cơ mắc các bệnh như gan nhiễm mỡ, xơ vữa động mạch, huyết áp cao, Từ rất lâu, mỡ lợn thường được gạch ra khỏi các gia vị nhà bếp bởi người dân lo sợ bệnh tật có thể gây ra từ mỡ lợn.

## Lịch sử

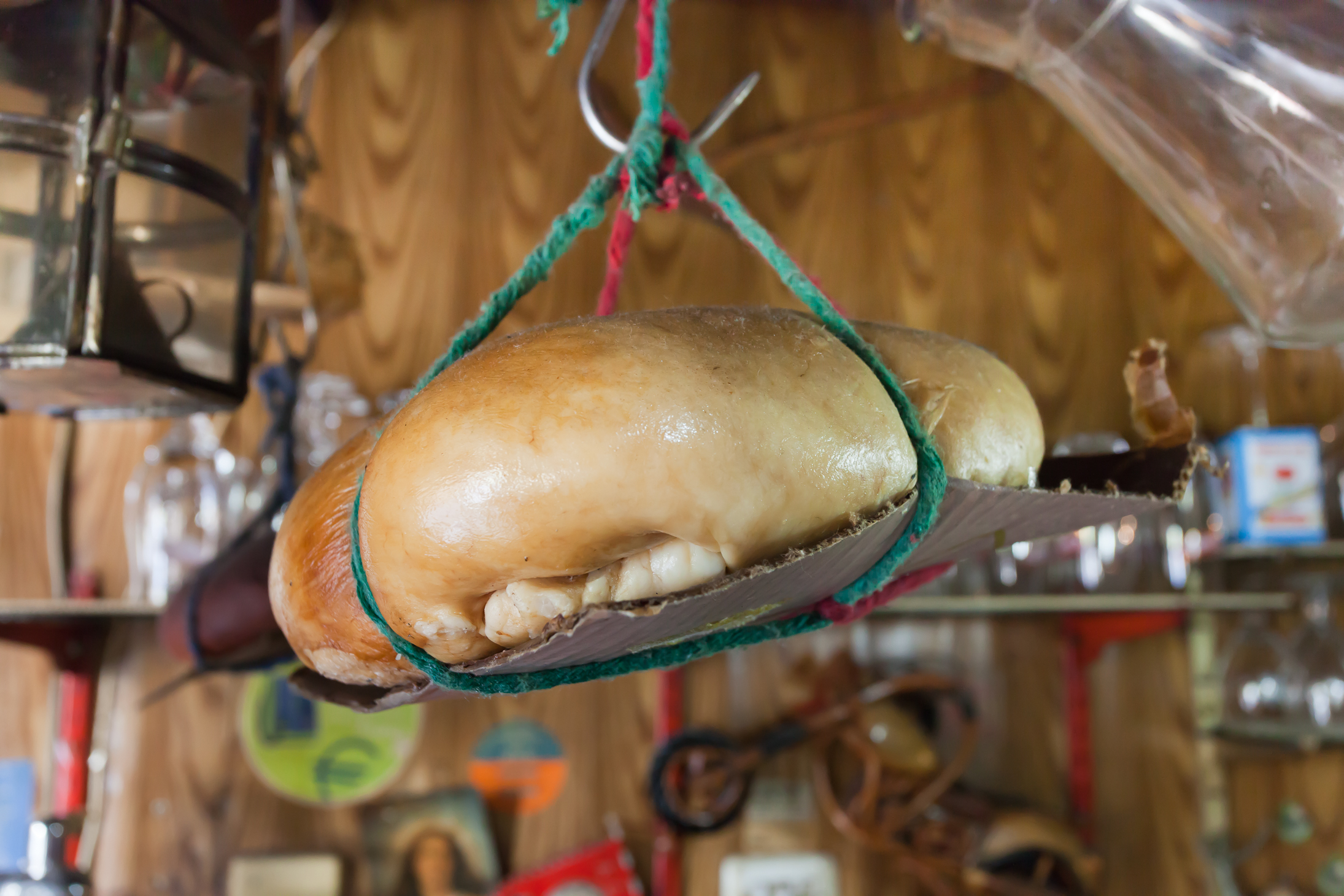
Mỡ lợn dự trữ

Mỡ lợn luôn là một thực phẩm quan trọng trong nấu ăn và nướng trong các nền văn hóa nơi thịt lợn là một thực phẩm quan trọng trong chế độ ăn uống, với mỡ lợn thường là một sản phẩm có giá trị như thịt lợn. Trong thế kỷ 19, mỡ lợn được sử dụng tương tự như bơ ở Bắc Mỹ và nhiều quốc gia châu Âu. Mỡ lợn vẫn phổ biến như bơ vào đầu thế kỷ 20 và được sử dụng rộng rãi để thay thế bơ trong Thế chiến II. Là một sản phẩm phụ sẵn có của quá trình sản xuất thịt lợn hiện đại, mỡ lợn đã rẻ hơn hầu hết các loại dầu thực vật và nó phổ biến trong chế độ ăn uống của nhiều người cho đến khi cuộc cách mạng công nghiệp khiến dầu thực vật trở nên phổ biến hơn và giá cả phải chăng hơn. Chế độ ăn trong các loại thực vật được phát triển vào đầu những năm 1900, cho phép sử dụng chất béo có nguồn gốc thực vật trong nướng bánh và trong các mục đích sử dụng khác mà chất béo rắn được sử dụng.
Vào cuối thế kỷ 20, mỡ lợn bắt đầu được coi là kém lành mạnh hơn so với dầu thực vật (như dầu ô liu và hướng dương) vì hàm lượng axit béo bão hòa và cholesterol cao, ở Việt Nam thời bao cấp, người tiêu dùng không phân biệt dầu ăn hay mỡ lợn, nhiều quan niệm cho rằng ăn mỡ lợn không tốt và chuyển sang dùng dầu thực vật hoàn toàn. Tuy nhiên, bất chấp tai tiếng này, mỡ lợn vốn dĩ vẫn có ít chất béo bão hòa hơn, nhiều chất béo không bão hòa hơn và ít cholesterol hơn một lượng bơ tương đương theo trọng lượng. Mỡ lợn không hydro hóa không chứa chất béo chuyển hóa. Nó cũng được coi là một "thực phẩm nhà nghèo". Tuy nhiên, vào những năm 1990 và đầu những năm 2000, các đầu bếp và thợ làm bánh đã khám phá lại những giá trị ẩm thực độc đáo của mỡ lợn, dẫn đến việc phục hồi một phần chất béo này cho những người “sành ăn”. Công khai tiêu cực về hàm lượng chất béo chuyển hóa của dầu thực vật được hydro hóa một phần trong chế độ ăn ngắn thực vật đã phần nào thúc đẩy xu hướng này. 

## Giá trị

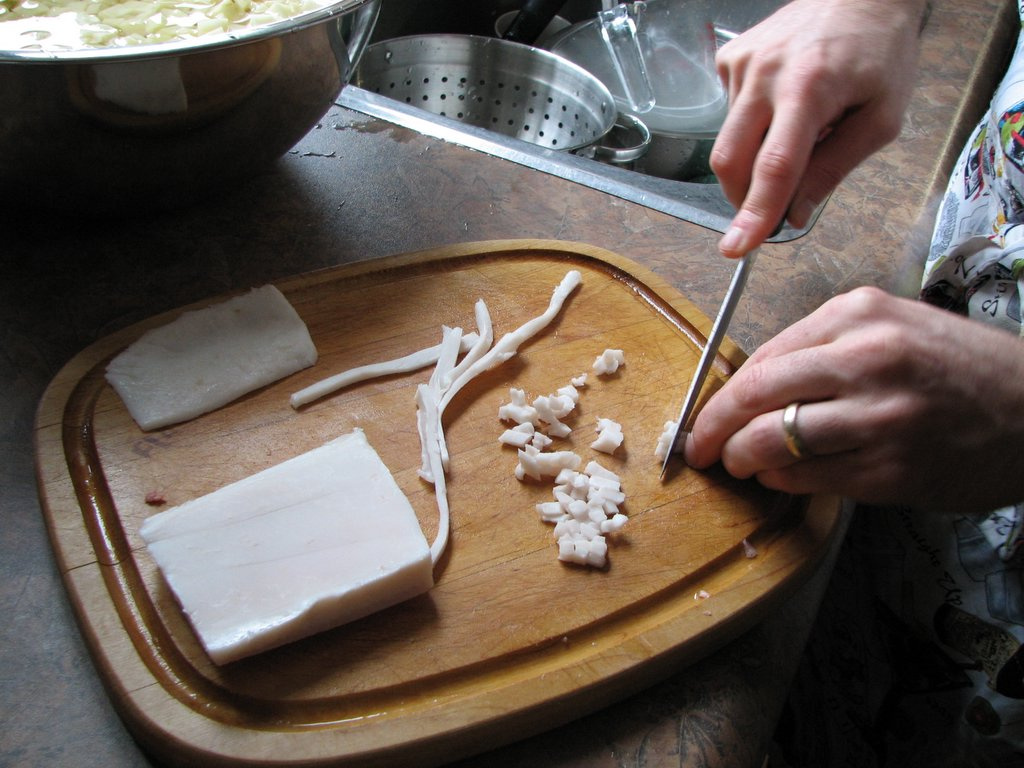
Chuẩn bị chiết mỡ lợn

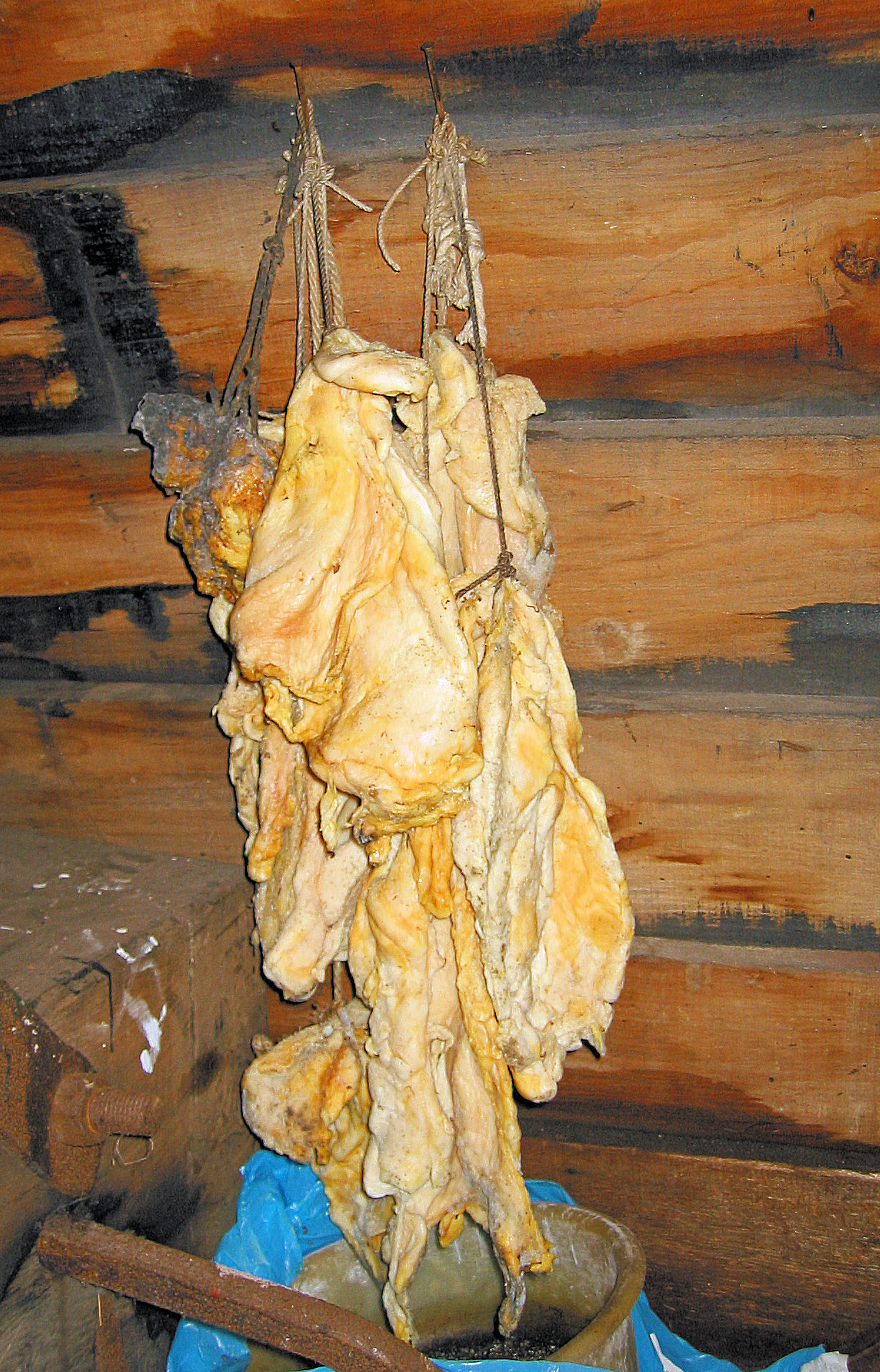
Phần da giòn sau khi chiên chiết lấy mỡ

Mỡ lợn giàu khoáng chất và vitamin tốt cho sức khỏe, không gây bệnh tim mạch và làm món ăn vị thơm, ngon hơn. Mỡ lợn mặc dù có axit béo bão hòa nhưng giàu khoáng chất tốt cho sức khỏe và vitamin như vitamin D thúc đẩy sự hấp thụ calci của cơ thể. Lượng vitamin D trong mỡ lợn có tác dụng giúp cải thiện chức năng tim mạch, duy trì sức khỏe của phổi và hô hấp, tăng cường chức năng cơ bắp và giúp cơ thể phòng chống nhiễm trùng. Mỡ lợn chứa khoảng 40% chất béo bão hòa, khoảng 50% chất béo không bão hòa đơn và khoảng 10% chất béo không bão hòa đa. Mỡ lợn thích hợp với trẻ suy dinh dưỡng, những người bị bệnh phân khô, thiếu máu, chóng mặt, người già ho khan không có đờm. Ngoài mỡ, bì và móng giò lợn có công dụng nhuận da, điều hòa khí huyết
Mỡ lợn còn tham gia cấu tạo màng tế bào thần kinh, trong khi dầu thực vật không có chức năng này do được chiết xuất từ các loại hạt và quả như oliu, dừa, đậu phộng, đậu nành. Nếu không sử dụng mỡ lợn trong thời gian dài, cơ thể sẽ khó hấp thu vitamin A dẫn đến thiếu hụt vitamin A làm tăng nguy cơ mắc các bệnh về xương, rối loạn nội tiết tố gây suy nhược cơ thể, tăng nguy cơ nhồi máu cơ tim, mỡ lợn không gây béo hơn dầu vì mỗi một gram dầu và mỡ đều cung cấp 9 calo nên đều gây tăng cân như nhau, mỡ lợn không làm tăng nguy cơ bệnh tật, chỉ những người cao tuổi, người bị các bệnh về tim mạch, huyết áp, tiểu đường, rối loạn mỡ máu thì nên kiêng, còn người bình thường nên cân bằng cả dầu và mỡ
Theo những thông tin đại chúng đưa ra những chứng cứ khoa học của các chuyên gia về ích lợi của mỡ lợn là một trong 10 loại thực phẩm bổ dưỡng nhất, và đứng hàng xếp thứ 8 và mặc dù có axit béo bão hòa nhưng nó giàu vitamin B và các khoáng chất tốt cho sức khỏe, nó giàu vitamin D, nó thúc đẩy sự hấp thụ calci của cơ thể, rồi thì những lợi ích của mỡ lợn ảnh hưởng đến sức khỏe con người, lượng vitamin D trong mỡ heo có tác dụng giúp cải thiện chức năng tim mạch, duy trì sức khỏe của phổi và hô hấp, tăng cường chức năng cơ bắp và giúp cơ thể phòng chống nhiễm trùng. Về ẩm thực, chỉ cần một muỗng mỡ lợn cũng đủ để tạo món ăn màu sắc đẹp, vị thơm và ngon, nó là một thứ phụ gia làm cho các món ăn trở nên ngon hơn vì mùi thơm của mỡ heo là không thể thay thế bởi nguồn gốc chính của mùi thơm này là một lượng nhỏ của một loại protein đặc biệt, sản phẩm phân hủy của glyceride, Nhiều gia đình có thói quen sử dụng mỡ lợn trong nấu ăn, vì cho rằng mỡ lợn có mùi thơm và rất tốt cho sức khỏe.